# S/S Tärnan (1915)
Ska ej blandas ihop med S/S Tärnan av Waxholm eller S/S Bonus som 1881-1915 gick under namnet Tärnan.
Tärnan av Göteborg var ett svenskt ång- och handelsfartyg som minsprängdes den 19 april 1944 i Mecklenburger bukt. Två man omkom.

## Historik
Tärnan byggdes på Lindholmens varv i Göteborg 1915 på beställning av Hallandsbolaget, som då hade sitt säte i Halmstad. 1940 övertogs befälet av vad som skulle bli hennes sista kapten av T.A. Fredriksson. Trots sin route i trånga farvatten mellan svenska, danska och tyska hamnar råkade Tärnan under årens lopp inte ut för några större haverier. Denna omständighet får i viss mån tillskrivas den goda tur, som följde Tärnan på hennes resor, men också att fartyget fördes av skickliga befälhavare och hade dugligt folk på alla poster ombord. 1941 låg Tärnan till ankars vid Samsø i Danmark tillsammans med flera andra fartyg, däribland Sveabolagets ångare Venersborg. Under natten träffades Venersborg av bomber från ett flygplan och utsattes även för kulspruteeld, varunder befälhavaren, en besättningsman och den danska lotsen dödades. Besättningen lämnade den brinnande Venersborg i livbåten och upptogs av Tärnan, som landsatte de överlevande i svensk hamn.

## Minsprängningen
Tärnan var på väg från Helsingborg till Lubeck med last av styckegods och befann sig vid tretiden på morgonen den 19 april i farvattnen mellan Gedser och Warnemunde. Kl 03:45 minsprängdes fartyget, som omedelbart började sjunka. Minan hade antagligen tagit hårdast under maskinrummet. Besättningen kallades till livbåtarna, varvid tre man saknades. Kaptenen försökte komma i kontakt med dem, men på grund av den utrömmande ångan kunde han ej ta sig till hytterna eller nedgången till maskinrummet. Under en sista rond på fartyget konstaterade han att slagsidan ökats och att Tärnan sjönk allt hastigare, varför han tvingades ge upp hoppet att finna de saknade. Själv gick han som siste man i livbåten. Medan man var i färd med att sjösätta livbåten kom andre maskinisten T. Möller upp på däck. Han hade på något sätt, trots den sprutande ångan lyckats krångla sig ut från maskingången och firade sig själv ned i livbåten. Däremot märktes inget av de två andra saknade. Tärnan började nu hastigt att sjunka och strax efter kl 04:00 gick fartyget till botten på Lat N54 grader 20,7 minuter Long O12 grader 4,7 minurer. Livbåten blev kvar på platsen och påträffades av en tysk minsvepare som införde de överlevande till Warnemunde.

## Omkomna
- Övermaskinist Karl Ernst Leonard Karlsson, Malmö
- Eldare Hans Olfrid Konstantin Åkesson, Malmö